# Monsoon (Tokio Hotel)
Monsoon è il singolo di debutto in inglese del gruppo musicale tedesco Tokio Hotel, pubblicato il 18 maggio 2007 come primo estratto dal primo album in studio internazionale Scream.

## Descrizione
Monsoon è la versione in lingua inglese del brano Durch den Monsun, pubblicato in Germania il 15 agosto 2005. La canzone è stata inserita nel gioco musicale Guitar Hero World Tour e nella sua controparte per Nintendo DS, Guitar Hero: On Tour Decades.
La canzone è stata eseguita agli MTV Europe Music Awards 2007, dove il gruppo ha trionfato nella categoria miglior artista interattivo. Il brano ha inoltre vinto il Premio Digital del Festivalbar 2007.
Il 16 ottobre 2020 il gruppo ha pubblicato una nuova versione del brano, intitolata Monsoon 2020.

## Video musicale
Il video musicale è stato diretto da Daniel Siegler e girato a Città del Capo, in Sudafrica, all'inizio di maggio 2007. Presenta scene del gruppo in un elicottero Bell UH-1 Huey e poi in caduta libera. Dopo l'atterraggio, i membri della band camminano verso un palco e iniziano a esibirsi. Sul finire della canzone si scatena una tempesta e una forte pioggia inizia a cadere sulla band che suona. Il video mostra anche scene del cantante Bill Kaulitz nel retro di una Cadillac limousine nera senza conducente.

## Tracce
CD-Single Universal (1733916 (UMG) / EAN 0602517339163)
1. Monsoon – 4:00
2. Black – 3:21
3. 1000 Oceans – 4:05

Digital Single (2020)
1. Monsoon 2020 – 3:55
2. Durch den Monsun 2020 – 3:55

## Classifiche
| Classifica (2007) | Posizione massima |
| ----------------- | ----------------- |
| Belgio (Fiandre)  | 8                 |
| Danimarca         | 14                |
| Italia            | 8                 |
| Paesi Bassi       | 17                |
| Svezia            | 23                |
| Svizzera          | 69                |
| Ucraina           | 159               |